# Parco della Vittoria (Erevan)
Il parco della Vittoria (in armeno Հաղթանակի զբոսայգի?, Haghtanaki zbosaygi) è il più grande spazio verde della città di Erevan, capitale dell'Armenia.

## Ubicazione
Il parco si trova il particolare nel distretto di Qanaqer-Zeytun, a nord del centro della città, il distretto di Kentron. Il parco e il centro sono collegati da una scalinata lunga più di 300 m incorporata in un complesso monumentale chiamato Cascata, sito sul fianco di una delle colline di Erevan, che include al suo interno anche sette scale mobili che uniscono tra loro diverse sale espositive formanti nel loro insieme il museo d'arte Cafesjian.

## Origine del nome
Il termine "Vittoria" fa riferimento alla vittoria ottenuta alla fine della guerra mondiale dagli Alleati, commemorando in particolare la partecipazione al conflitto dei soldati della Repubblica Socialista Sovietica Armena.

## Descrizione
Il parco si estende sulle alture della città su una superficie di circa 33 ettari e offre in alcuni punti una visione di 180° sul monte Ararat.
All'interno del parco alberato è presente un piccolo parco di divertimenti con attrazioni quali una ruota panoramica e un impianto di montagne russe, aperto tutti i giorni e molto frequentato in estate. Oltre a questa, il parco contiene anche altre strutture si svago come caffè e ristoranti, poste a cornice di un laghetto artificiale.
Nel parco è poi presente il monumento alto 51 m chiamato "Madre Armenia" (in armeno Մայր Հայաստան?, Mayr Hayastan), visibile da tutti lati del parco e formato da un piedistallo al cui interno si trovano un museo militare e la tomba del milite ignoto, e da una statua di Madre Armenia (ossia la personificazione dell'Armenia) alta 22 metri posta sopra ad esso. Ai piedi del monumento c'è poi un'esposizione di veicoli militari sovietici tra cui un BMP-1, un BTR-152, un BM-13 Katjuša e un missile antiaereo SA-2.

## Galleria d'immagini

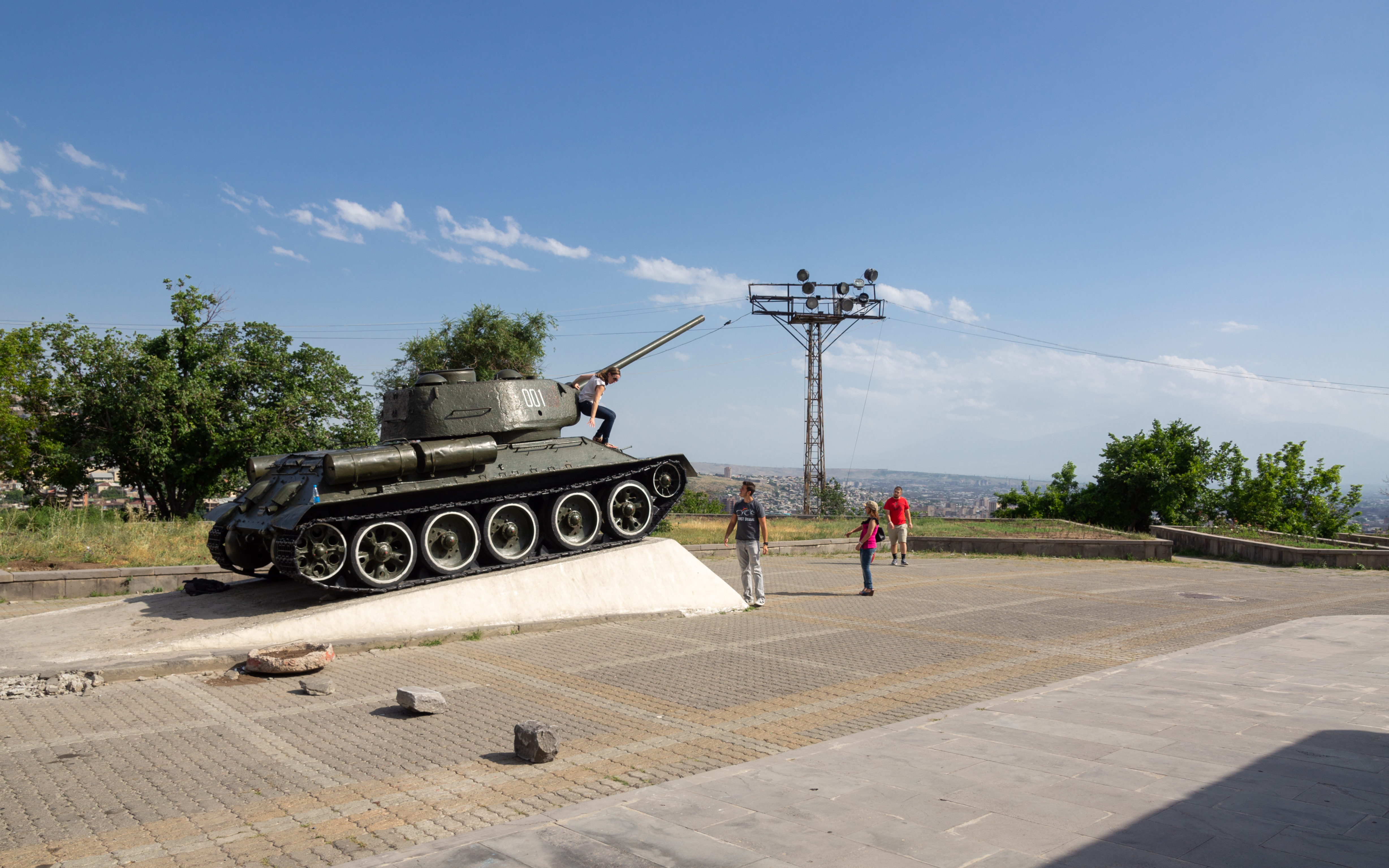
Un T-34.
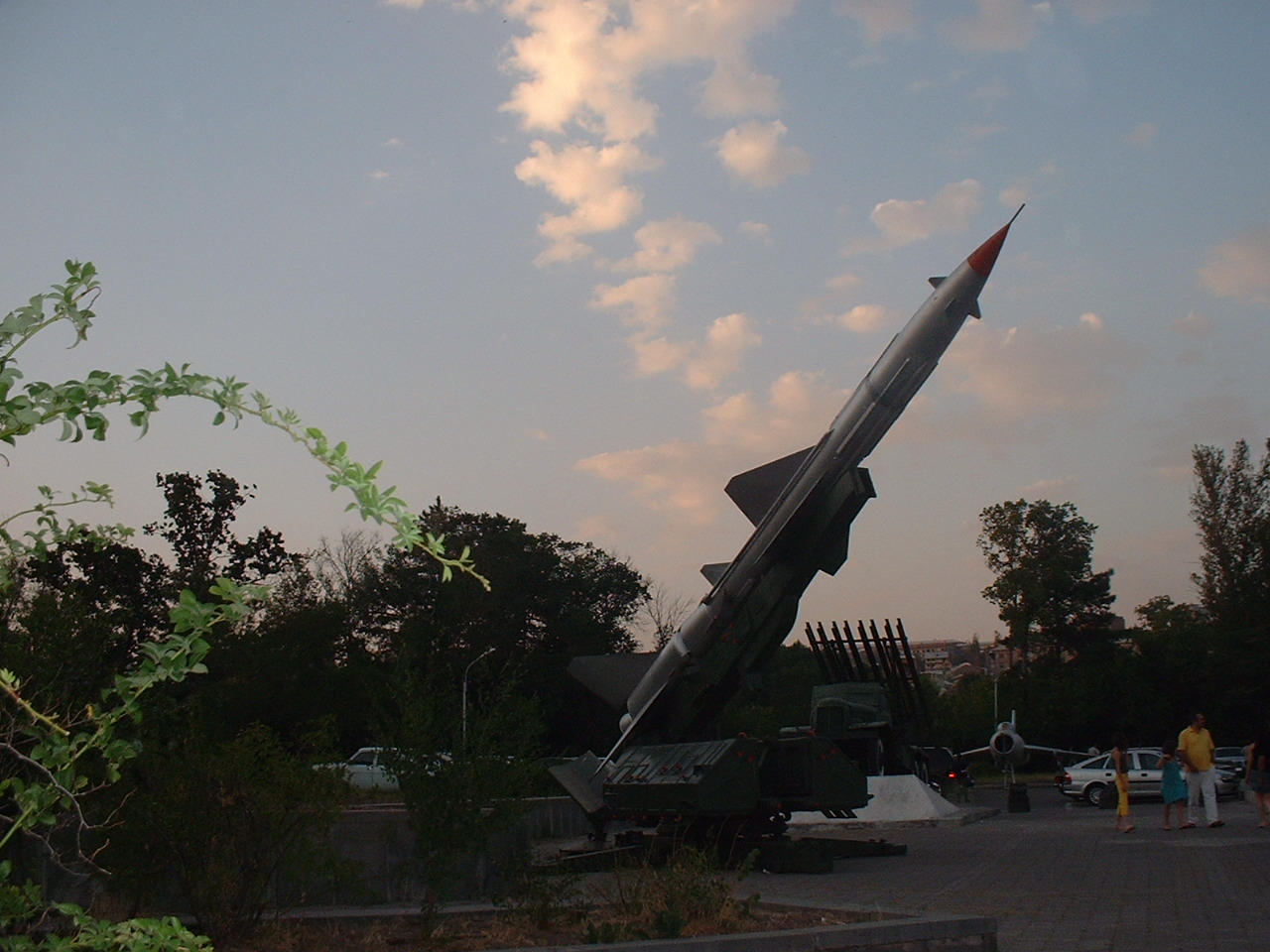
Missile SA-2.
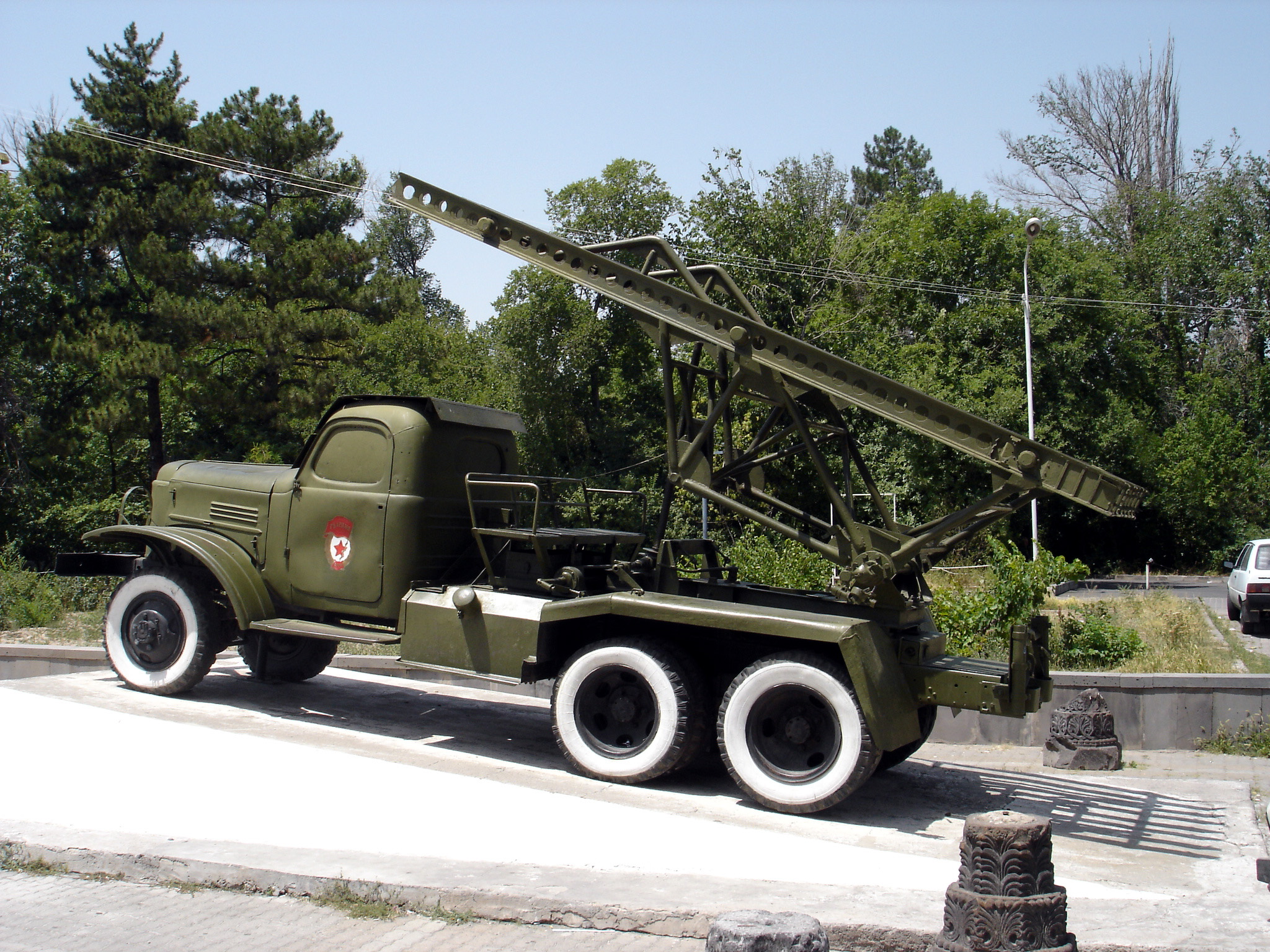
Un BM-13 Katjuša.
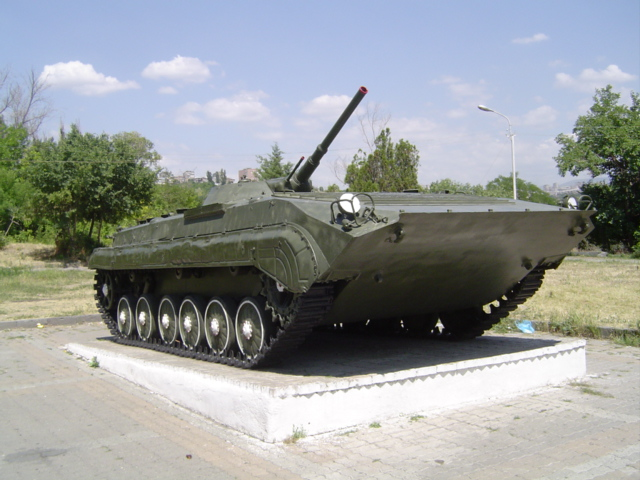
Un BMP-1.
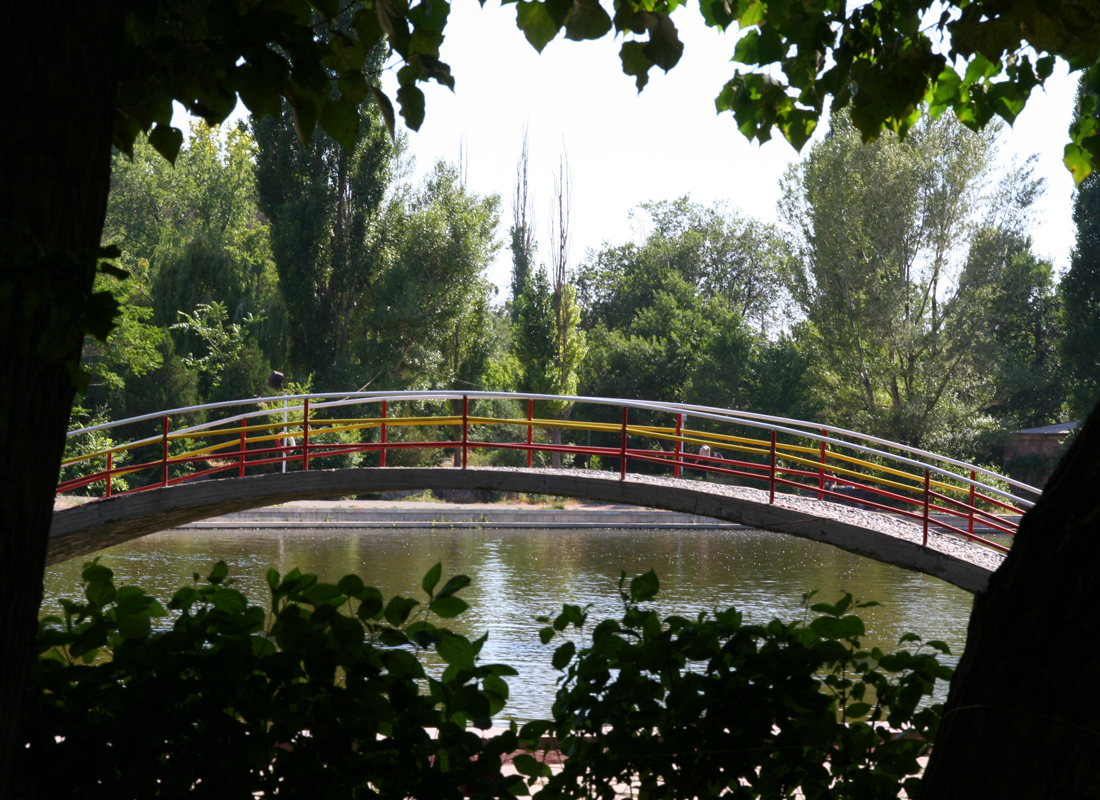
Il ponte sul lago.